# Nová Ves (Český Krumlov)
Nová Ves é uma comuna checa localizada na região da Boêmia do Sul, distrito de Český Krumlov‎.